# Wyrzysk
Wyrzysk (prononciation : [ˈvɨʐɨsk], en allemand : Wirsitz) est une ville de Pologne, située dans la voïvodie de Grande-Pologne. Elle est le chef-lieu de la gmina de Wyrzysk, dans le powiat de Piła.
Elle se situe à 35 kilomètres à l'est de Piła (siège du powiat) et à 95 kilomètres au nord de Poznań (capitale régionale).

## Géographie

Plan de la ville.

La ville se trouve au bord de la rivière Łobżonka (pl), un affluent du Noteć.

## Histoire
La ville a obtenu son statut de ville au XVe siècle. 

De 1816 à 1920, elle était le chef-lieu de l'arrondissement de Wirsitz du district de Bromberg, en Prusse. Rattachée à la République de Pologne, elle fut ensuite jusqu'en 1975 la capitale du powiat de Wyrzysk.
De 1975 à 1998, la ville faisait partie du territoire de la voïvodie de Piła. Depuis 1999, elle fait partie du territoire de la voïvodie de Grande-Pologne.

## Monuments

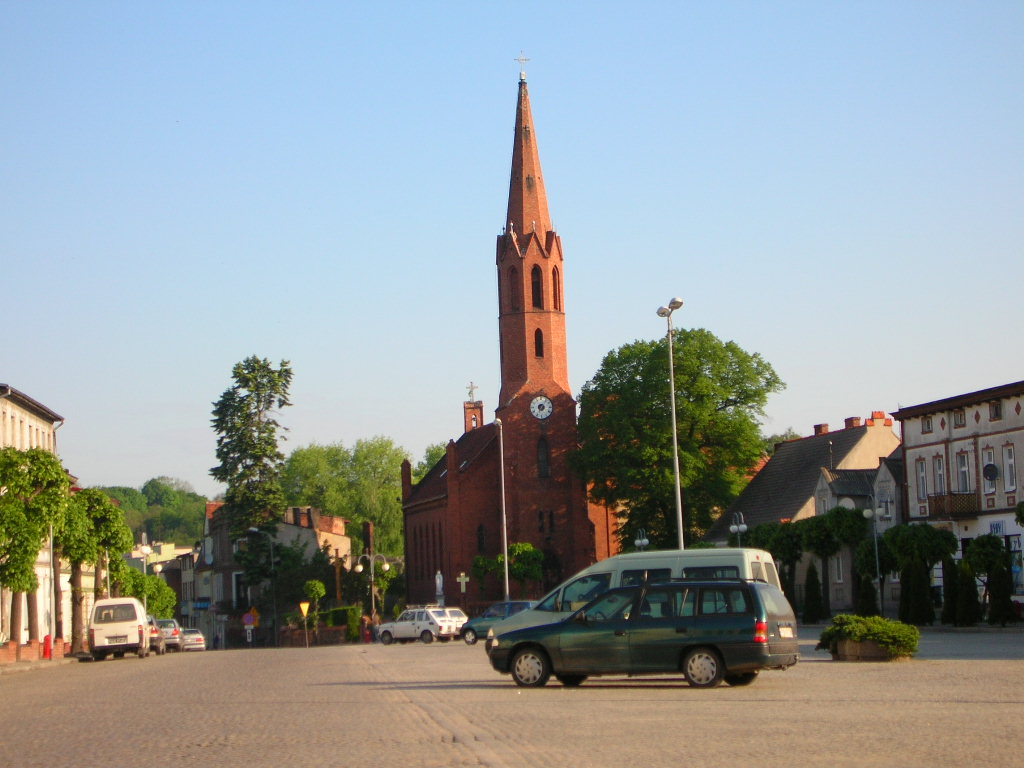
L'église Saint-Martin.

- l'église Saint-Martin, construite en 1859-1860, avec à l'intérieur, un autel baroque de 1738 ;
- le manoir construit au XIXe siècle ;
- le moulin à eau à pan de bois.

## Personnalités liées à la ville
- Wernher von Braun (1912 - 1977), ingénieur allemand ;
- Urszula Bejga (1989 - ), joueuse polonaise de volley-ball.

## Voies de communications

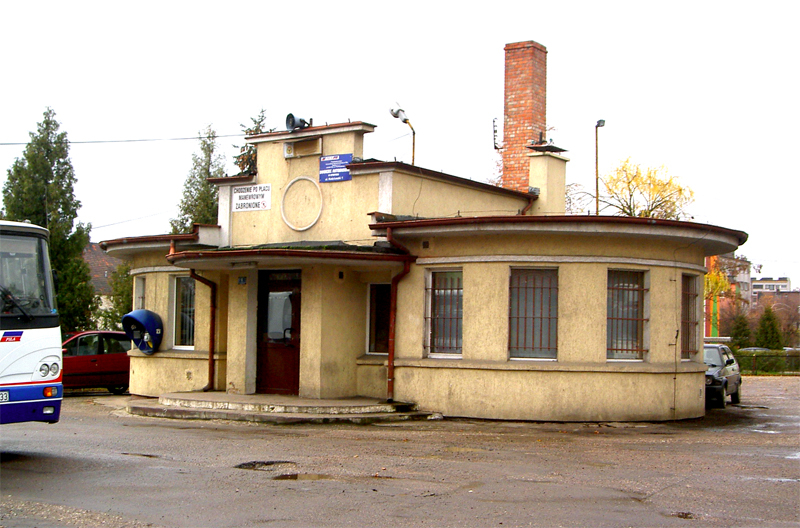
La gare routière.

La route voïvodale 194 (pl) (qui relie Wyrzysk à Gołańcz) et la route voïvodale 242 (pl) (qui relie Wyrzysk à Więcbork via Łobżenica) passent par la ville.
La voie rapide S10 (de) (qui relie Szczecin à Varsovie) contourne également la ville par une déviation.

4 kilomètres au sud de la ville, à Osiek nad Notecią, passe la ligne ferroviaire n°18 qui relie Piła à Bydgoszcz.